# Leslie Marr
Sir Leslie Lynn Marr (* 14. August 1922 in Durham; † 4. Mai 2021) war ein britischer Maler und  Formel-1-Rennfahrer.

## Leben
Leslie Lynn war der einzige Sohn des Colonel John Lynn Marr (1877–1931) und seiner Ehefrau Amelia Rachel Thompson (1884–1971). Durch den frühen Tod seines Vaters wurde der erst 9-jährige Leslie Erbe des Titels seines Großvaters, Sir James Marr, und Werftbesitzer. Nach dem Schulbesuch in Shrewsbury, ging er nach Cambridge und studierte am Pembroke College. Darauf absolvierte Marr seinen Militärdienst bei der Royal Air Force, wo er bis zum Flight Lieutenant befördert wurde. Während des Zweiten Weltkriegs war er in Palästina stationiert. Nach dem Krieg studierte Marr an der London South Bank University unter David Bomberg. Nach dem Studium arbeitete er als Sekretär an der Universität und nahm an mehreren Ausstellungen teil. Zwischen 1954 und 1955 fuhr Marr erfolglos in der Formel-1 mit. 1955 gewann er die dritte Auflage des Cornwall MRC Formula One Race, ein Formel-1-Rennen ohne Weltmeisterschaftsstatus, an dem lediglich fünf Fahrer teilnahmen.
Leslie Marr war in dritter Ehe mit Maureen Thelma Dormer (* 1938) verheiratet, aus den vorherigen Verbindungen gingen drei Töchter, Naomi Juliet (* 1947), Joanne Lesley (* 1963) und Rebecca Lynn (* 1966), hervor. Zusammen mit seiner Frau lebte er auf der Isle of Arran.

## Statistik

### Statistik in der Automobil-Weltmeisterschaft

#### Gesamtübersicht
| Saison | Team                  | Chassis          | Motor              | Rennen | Siege | Zweiter | Dritter | Poles | schn. Rennrunden | Punkte | WM-Pos. |
| ------ | --------------------- | ---------------- | ------------------ | ------ | ----- | ------- | ------- | ----- | ---------------- | ------ | ------- |
| 1954   | Leslie Marr           | Connaught Type A | Lea-Francis 2.0 L4 | 1      | −     | −       | −       | −     | −                | −      | NC      |
| 1955   | Connaught Engineering | Connaught Type B | Alta 2.5 L4        | 1      | −     | −       | −       | −     | −                | −      | NC      |
| Gesamt | Gesamt                | Gesamt           | Gesamt             | 2      | −     | −       | −       | −     | −                | −      |         |

#### Einzelergebnisse
| Saison | 1 | 2 | 3 | 4  | 5   | 6 | 7 | 8 | 9 |
| ------ | - | - | - | -- | --- | - | - | - | - |
| 1954   |   |   |   |    |     |   |   |   |   |
|        |   |   |   | 13 |     |   |   |   |   |
| 1955   |   |   |   |    |     |   |   |   |   |
|        |   |   |   |    | DNF |   |   |   |   |

| Legende  | Legende            | Legende                                                          |
| Farbe    | Abkürzung          | Bedeutung                                                        |
| -------- | ------------------ | ---------------------------------------------------------------- |
| Gold     | –                  | Sieg                                                             |
| Silber   | –                  | 2. Platz                                                         |
| Bronze   | –                  | 3. Platz                                                         |
| Grün     | –                  | Platzierung in den Punkten                                       |
| Blau     | –                  | Klassifiziert außerhalb der Punkteränge                          |
| Violett  | DNF                | Rennen nicht beendet (did not finish)                            |
| Violett  | NC                 | nicht klassifiziert (not classified)                             |
| Rot      | DNQ                | nicht qualifiziert (did not qualify)                             |
| Rot      | DNPQ               | in Vorqualifikation gescheitert (did not pre-qualify)            |
| Schwarz  | DSQ                | disqualifiziert (disqualified)                                   |
| Weiß     | DNS                | nicht am Start (did not start)                                   |
| Weiß     | WD                 | zurückgezogen (withdrawn)                                        |
| Hellblau | PO                 | nur am Training teilgenommen (practiced only)                    |
| Hellblau | TD                 | Freitags-Testfahrer (test driver)                                |
| ohne     | DNP                | nicht am Training teilgenommen (did not practice)                |
| ohne     | INJ                | verletzt oder krank (injured)                                    |
| ohne     | EX                 | ausgeschlossen (excluded)                                        |
| ohne     | DNA                | nicht erschienen (did not arrive)                                |
| ohne     | C                  | Rennen abgesagt (cancelled)                                      |
| ohne     | keine WM-Teilnahme |                                                                  |
| sonstige | P/fett             | Pole-Position                                                    |
| sonstige | 1/2/3/4/5/6/7/8    | Punktplatzierung im Sprint-/Qualifikationsrennen                 |
| sonstige | SR/kursiv          | Schnellste Rennrunde                                             |
| sonstige | *                  | nicht im Ziel, aufgrund der zurückgelegten Distanz aber gewertet |
| sonstige | ()                 | Streichresultate                                                 |
| sonstige | unterstrichen      | Führender in der Gesamtwertung                                   |